# Istenszülő elszenderedése templom (Labova e Kryqit)
Az Istenszülő elszenderedése templom (albán Kisha e Fjetjes së Virgjëreshës) vagy Szűz Mária-templom (Kisha e Shën Mërisë) feltehetően a 13. században bizánci stílusban épült görögkeleti templom Dél-Albániában, a Libohova közelében található Labova e Kryqit faluban.

## Története
A mai falu közelében már a vaskor kései szakaszában egy kisebb erődítés állt, amelyet a hellenisztikus korszakban, az i. e. 3–2. században megerősítettek. A jelenlegi templom feltehetően a 13. században, az Epiruszi Despotátus felvirágzásának időszakában épült egy késő ókori, 6. századi bazilika alapjain. A körülötte lévő falu később elnéptelenedett, és lakossága csak a késő oszmán kor óta kontinuus. 1783-ban a templomot kibővítették, ekkor épült az exonarthex és a harangtorony, egyúttal kisebb átalakítások érték a templom belső terét is.

## Fekvése és leírása
Labova e Kryqit a közeli Libohova felől a suhai aszfaltúton közelíthető meg, a templom a falu központjában található.
A keleti tájolású téglatemplomot egy szokatlanul magas kupoladobon nyugvó téglakupola koronázza. A kupoladob kissé megdőlt, a múltban statikailag többször is meg kellett erősíteni. Az 1783-ban mészkőből épült, epiruszi típusú, tornácszerű exonarthexből pár lépcsőfok vezet fel a boltozatos mennyezetű, a főhajóra merőleges tengelyű narthexbe. Maga a főhajó csaknem négyzetes alaprajzú, amelyet a kupoladobot alátámasztó kettős árkád tagol el a mellékhajóktól. A narthex feletti kialakított álkarzat megoldása több jelentősebb templomból, így például az ártai Parigorítisza-templomból vagy a szaloniki Szent Szófia-székesegyházból is ismert. A félköríves apszisokat 1776-ban rekonstruálták, valamint 1783-ban épült fel a templom déli falához csatlakozó harangtorony is. A korábban lemeszelt 13. századi és későbbi freskókat restaurálták, különösen értékesek a díszesen faragott faikonosztáz mögötti szentélyfalon látható festmények.